# Bill Wirtz
Pour les articles homonymes, voir Wirtz.
Temple de la renommée : 1976
Temple de la renommée américain : 1984
William Wadsworth Wirtz (né le 5 octobre 1929 à Détroit aux États-Unis - mort le 26 septembre 2007 à Evanston) est un dirigeant américain de hockey sur glace.

## Biographie
Wirtz est président des Blackhawks de Chicago à partir de 1966. En 1972, il est médiateur entre Hockey Canada et l'URSS pour la tenue de la série du siècle. En 1977, il est intronisé au temple de la renommée du hockey. En 1978, il remporte le trophée Lester-Patrick qui est remis à un individu ou à groupe d’individus pour services rendus au hockey aux États-Unis. Six ans plus tard, c'est au tour du temple de la renommée du hockey américain de l'honorer en l'intronisant à son tour. En 1986, après la découverte du contrat original de l'équipe de Chicago qui montre que le nom s'écrivait alors Blackhawks en un seul mot alors qu'il s'écrit en deux mots séparés depuis ses débuts, Wirtz décide d'officialiser ce nom pour se conformer au document original. Sous son impulsion et celle de Jerry Reinsdorf, propriétaire des Bulls de Chicago, une nouvelle aréna est construite pour accueillir les Blackhawks et les Bulls. Il meurt en 2007 et son fils Rocky lui succède à la tête des Blackhawks.